# Félicie de Fauveau
Félicie de Fauveau (Livorno,1802 - Florença, 1886) foi uma escultora francesa, uma das artistas mais importantes do estilo trovador. A sua obra influenciou autores românticos, como Alfred de Musset e Alexandre Dumas e anunciou o pre-rafaelismo.

## Biografia
Félicie de Fauveau nasceu no dia 24 de janeiro de 1801 em Livorno. Era filha mais velha de  Alexandre de Fauveau, que descendia de uma família de financeiros enobrecidos, que se tinham estabelecido em Itália pouco dantes da Revolução; e de Anne da Pierre, filha de um trabalhador alfandegário em Rouen.
Em 1814, durante a Restauração, a família de Fauveau, ficou arruinada devido a maus investimentos e regressa a França. Após passar pelo salão da duquesa de Berry, que tinha a mesma idade que ela, decidiu tornar-se artista. Começa por pintar na oficina de Louis Hersent, depois, inspirada por Paul Delaroche, aprendeu escultura com o seu irmão mais novo, Hippolyte. Também foi aluna do pintor francês Bernard Gaillot.
Amiga íntima do pintor Ary Scheffer, Félicie de Fauveau encontrou inspiração na sua paixão pela Idade Média. Junto com Marie d'Orléans, foi uma das escultoras pioneiras e expôs duas baixos-relevos, inspirados em Walter Scott no Salão de 1827. Durante a sua visita ao salão, Alexandre Dumas e decidiu escrever a peça de teatro, Christine, que estreou no Théâtre-Français seis meses mais tarde. O seu conjunto de baixos-relevos, Christine à Fontainebleau valeu-lhe os elogios de Stendhal.
Ao frequentar os de ateliers de diferentes mestres forjou amizade com outras mulheres artistas que, entre elas, não só criavam relações sólidas e identidade mas também uma "solidariedade de atelier" que se traduzia em todo o tipo de troca de serviços.
No Salão de 1830, ganhou uma medalha por uma estatueta que representava a São Dionísio que se erguia para abençoar as águas batismais de França.

### O assunto Vendée e a prisão
Reivindicando sua independência e os seus gostos masculinos, participou activamente na insurreição monárquica no oeste francês, em 1832. Foi detida e passou oito meses em prisão antes de ser absolvida. Regressa então à Vendée, mas é obrigada tem que fugir do país, já que há um tem a cabeça a prémio após a detenção da duquesa de Berry.
Depois de Bruxelas, refugiou-se,em 1834, em Florença, onde foi acolhida pelo escultor Lorenzo Bartolini, e dedicou-se completamente à sua arte, juntamente com o irmão Hippolyte. O seu Monumento a Dante, concebido dantes de 1830, foi esculpido de 1830 a 1836. Em Florença conhece Hanski e Honoré de Balzac, visitou ao conde de Chambord em Roma em janeiro de 1840 e recebeu a visita do czar Nicolau I em 1845.
Em Florença, durante cinco décadas, preparou as bases da estética neogótica e neorrenacentista na estatuaria monumental e doméstica. A sua obra Lampe de saint Michel e o folheto que o acompanhava (Paris, Didot, 1832) foram o manifesto. Sem escapar à nostalgia, e com a lucidez dos românticos, Félicie de Fauveau inscreveu na escultura as regras do pensamento e da moral que constituíam o antigo reino de França. Não é de estranhar que as expressões e os objetos de uma arte contra-revolucionaria tenham sido ignorados pela historiografia da França do século XIX.
Morreu no dia 12 de dezembro de 1886 e foi enterrada no cemitério de San Felice a Ema, em Florença.

## Exposições
- Félicie de Fauveau, l'amazone da sculpture, Lhes Lucs-sul-Boulogne, primeiro no Historial da Vendée, de 15 de fevereiro, a 19 de maio de 2013, e depois em Paris, no Museu de Orsay, do 11 de junho ao 15 de setembro de 2013. Catálogo publicado por Gallimard e o Museu de Orsay.[11]

## Galeria
- Félicie de Fauveau é a autora das seguintes esculturas:

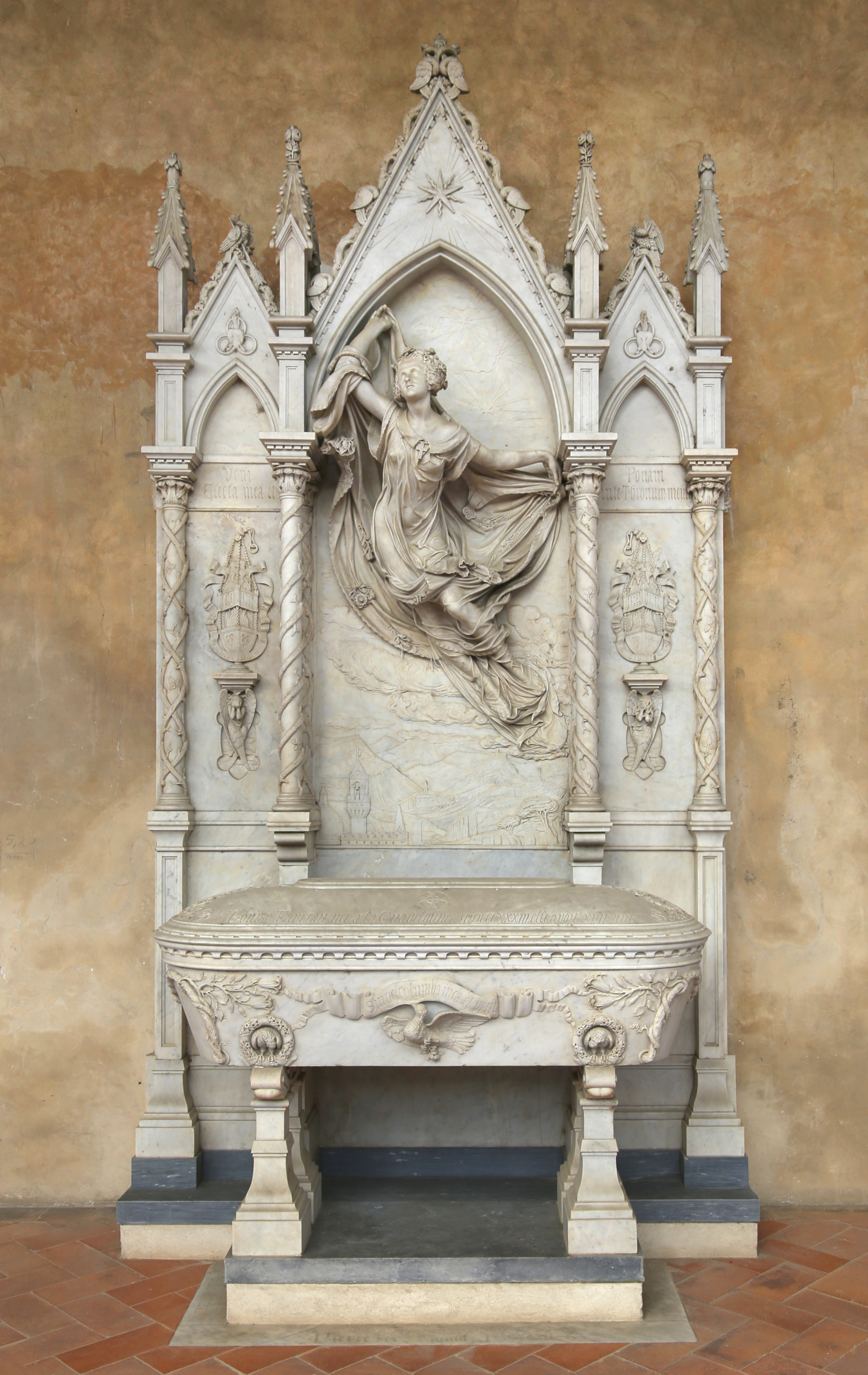
Monumento em homenagem à irmã Louise de Fauveau, poetisa.
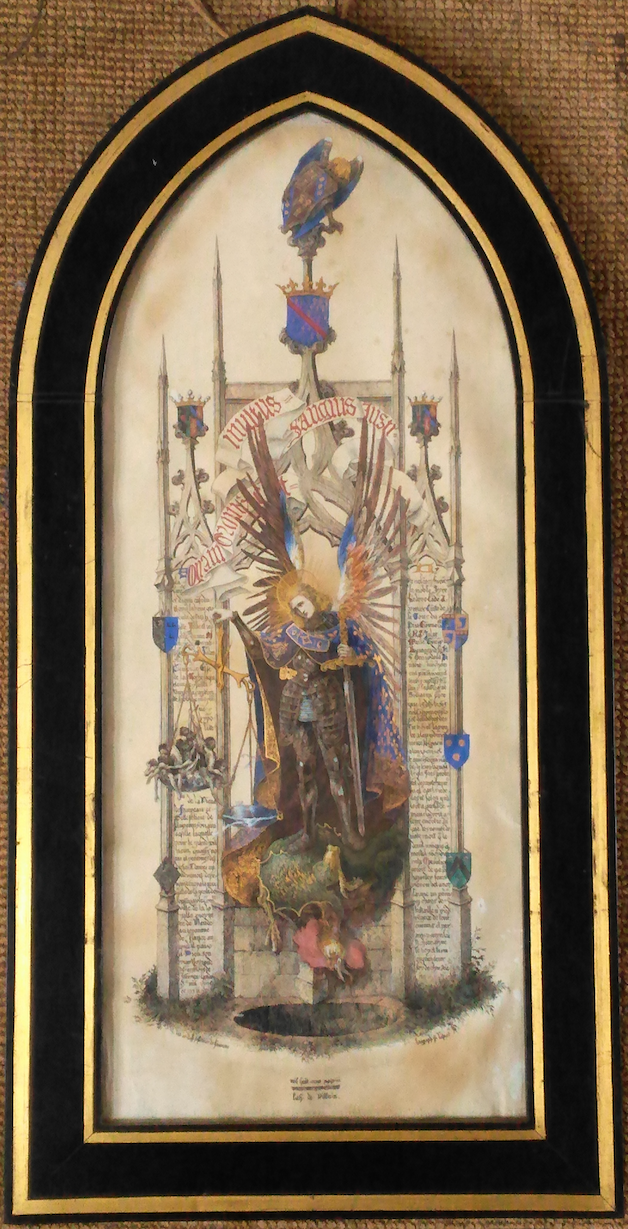
Monumento Bonnechose
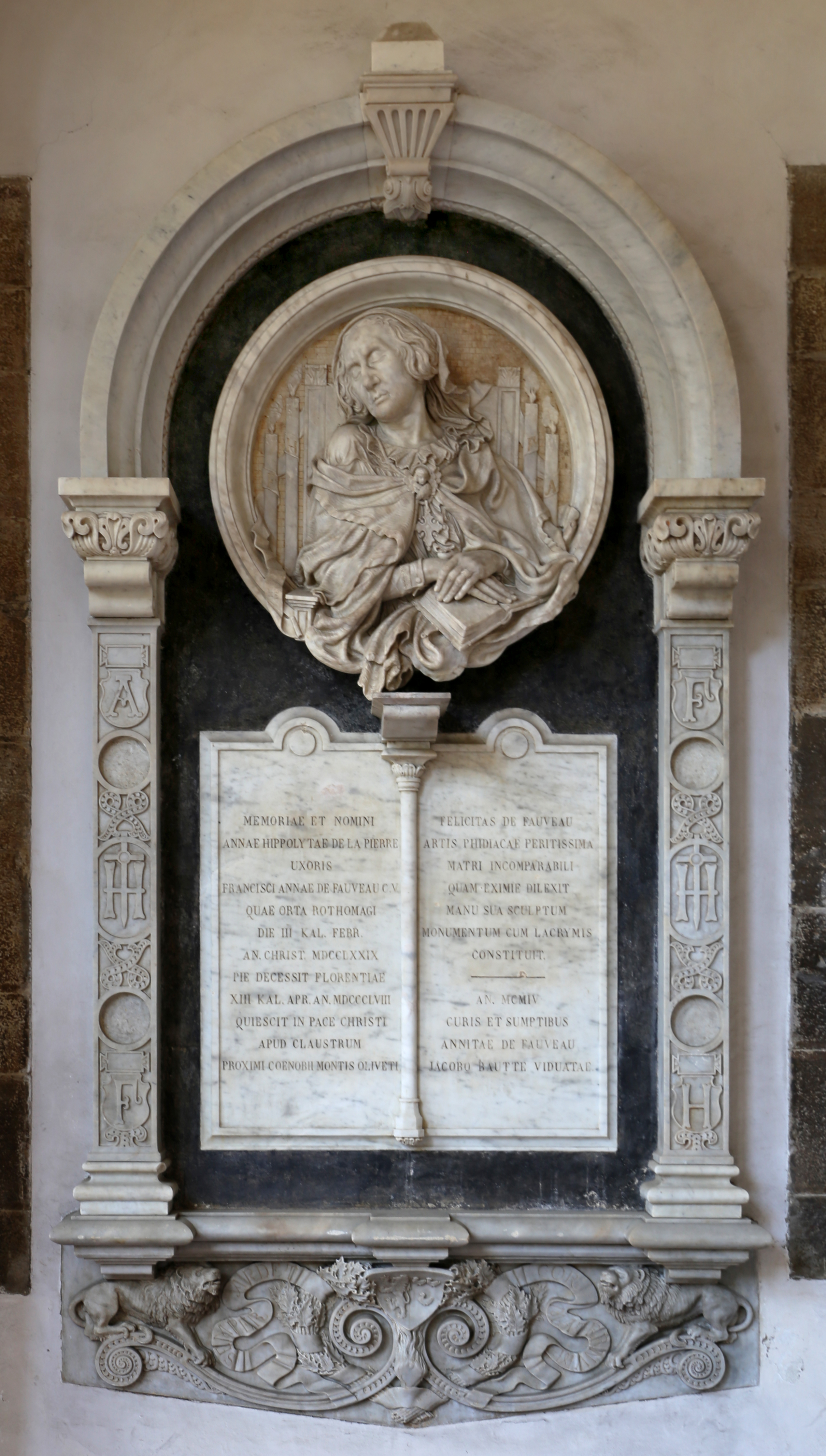
Monumento em homenagem à mãe, Anne de Fauveau.
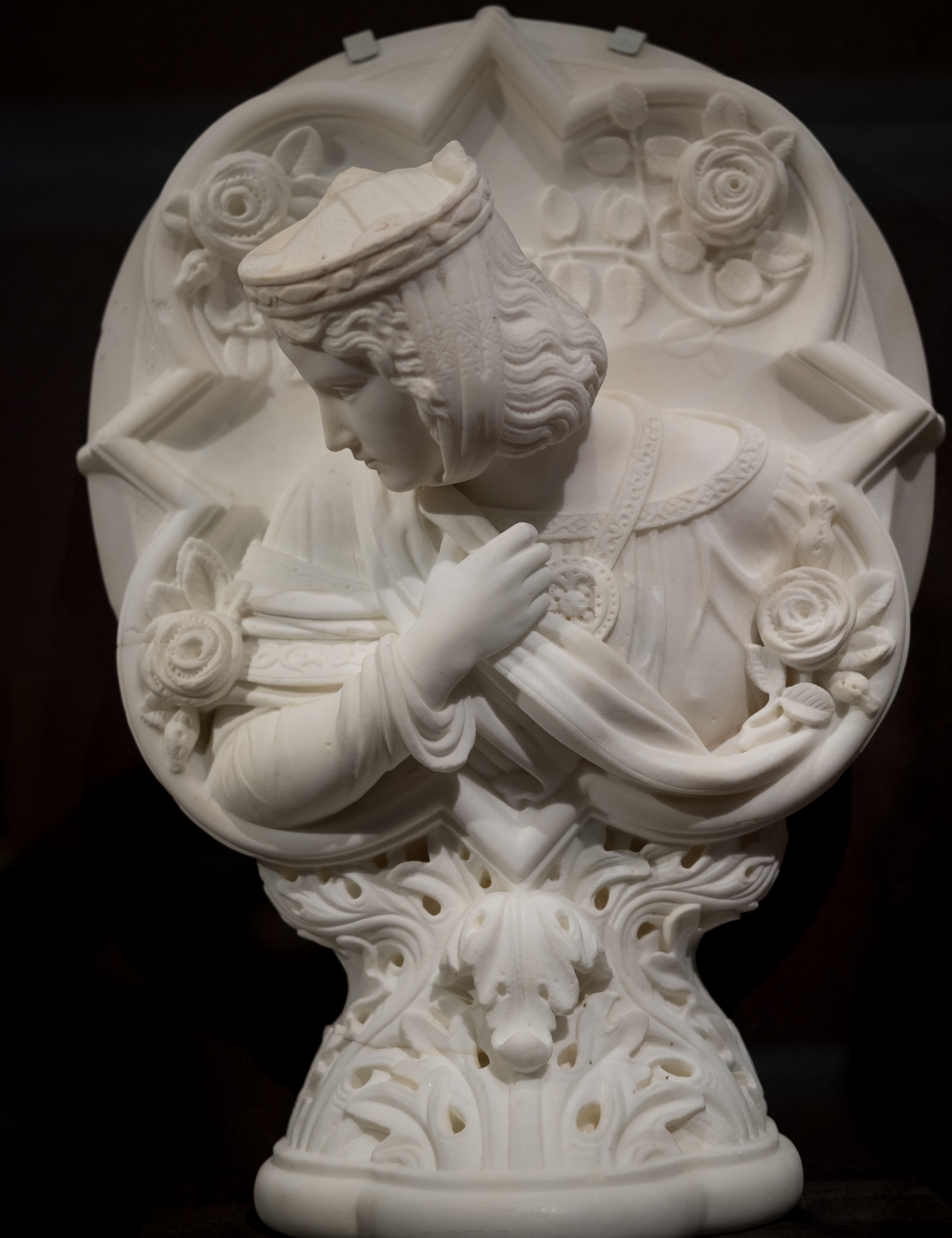
Escultura da Santa Isabel da Hungria.
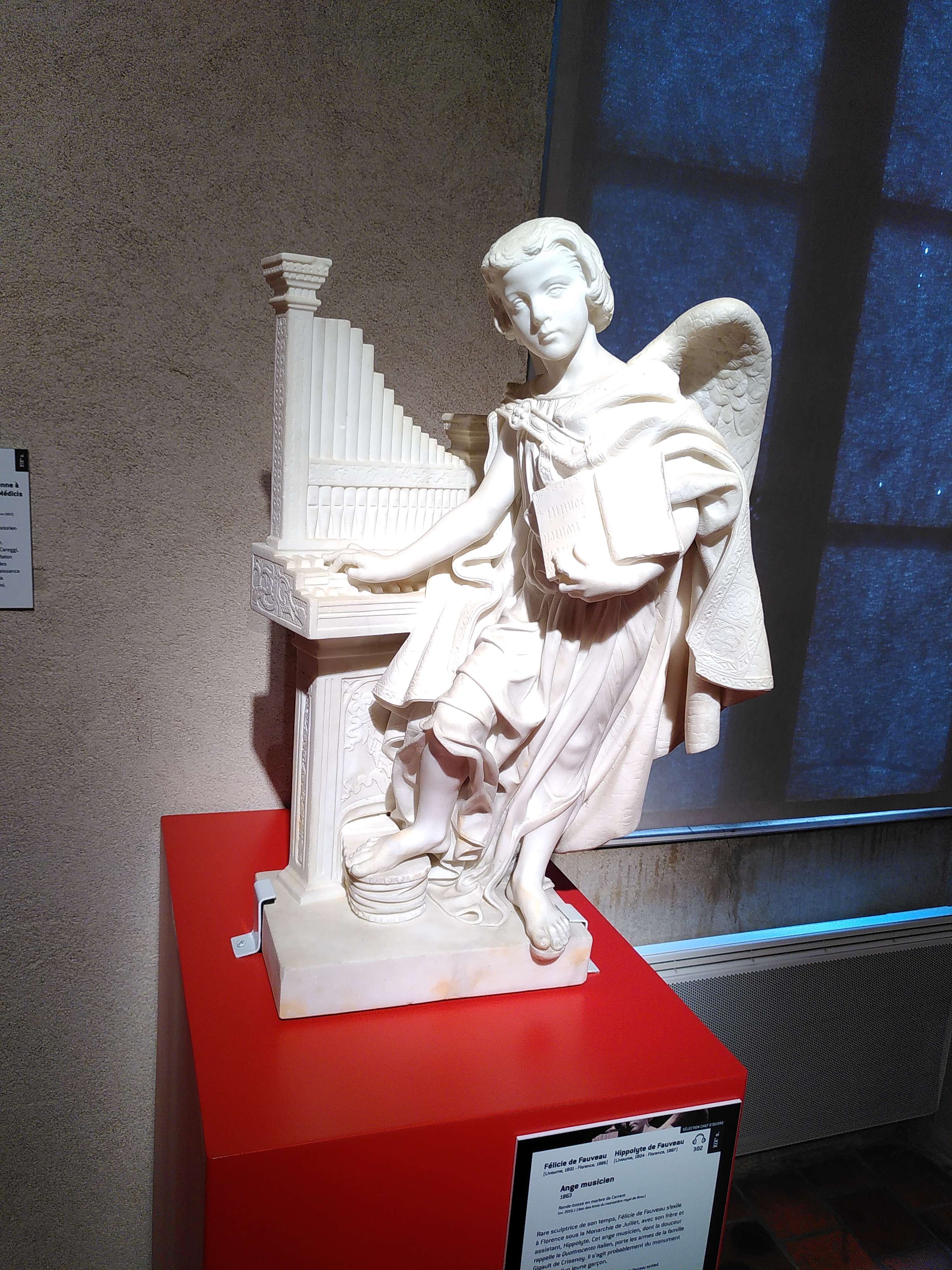
Anjo músico.
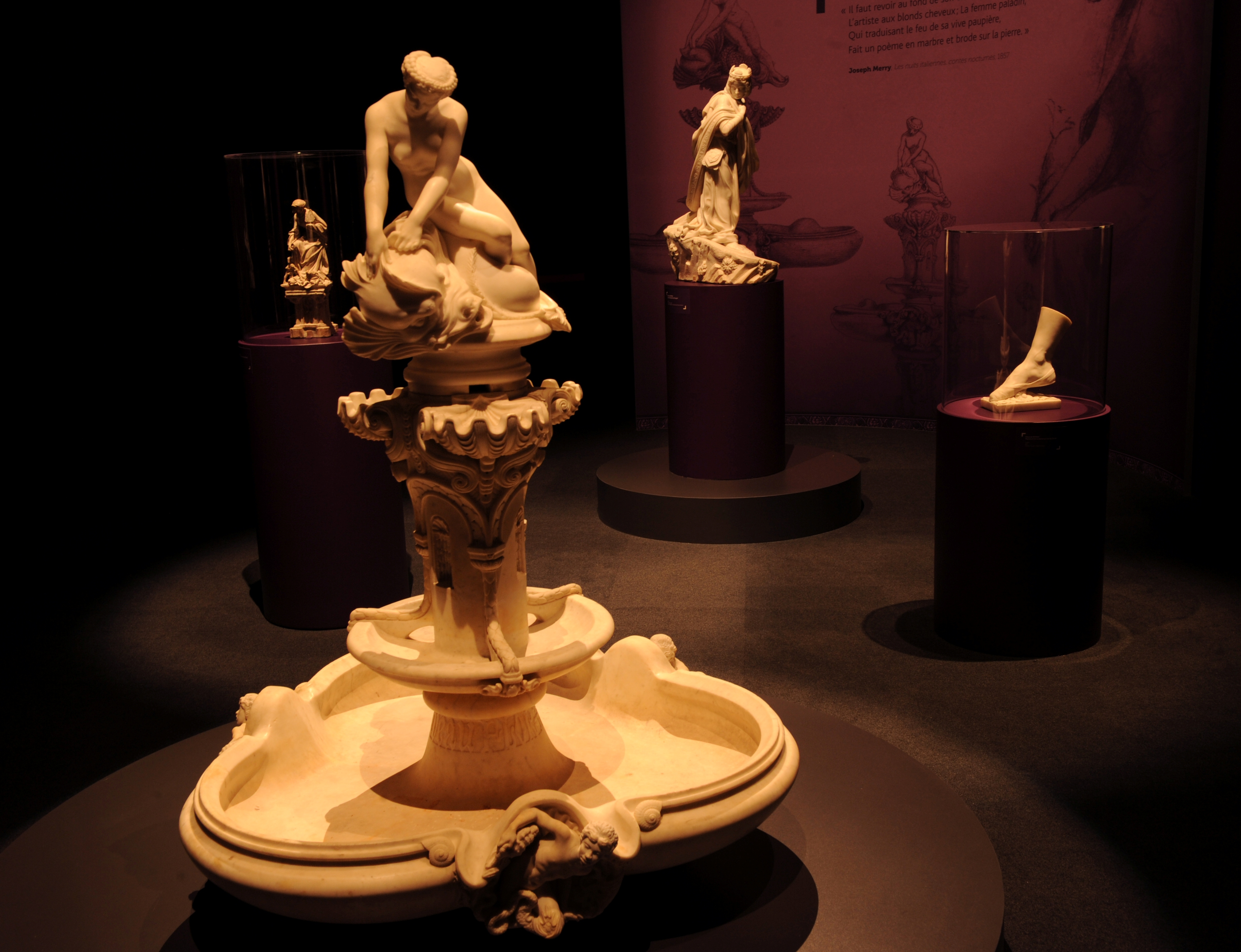
Exposição com esculturas suas, intitulada A Amazona da Escultura
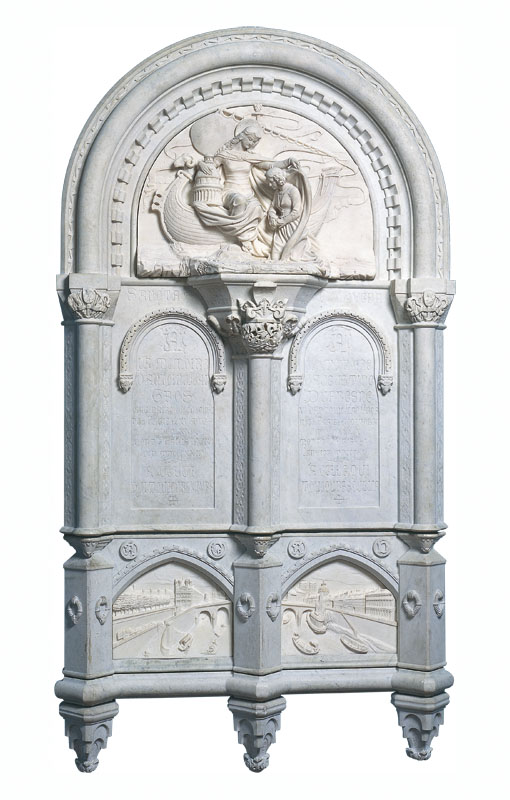
Monumento ao Barão Gros
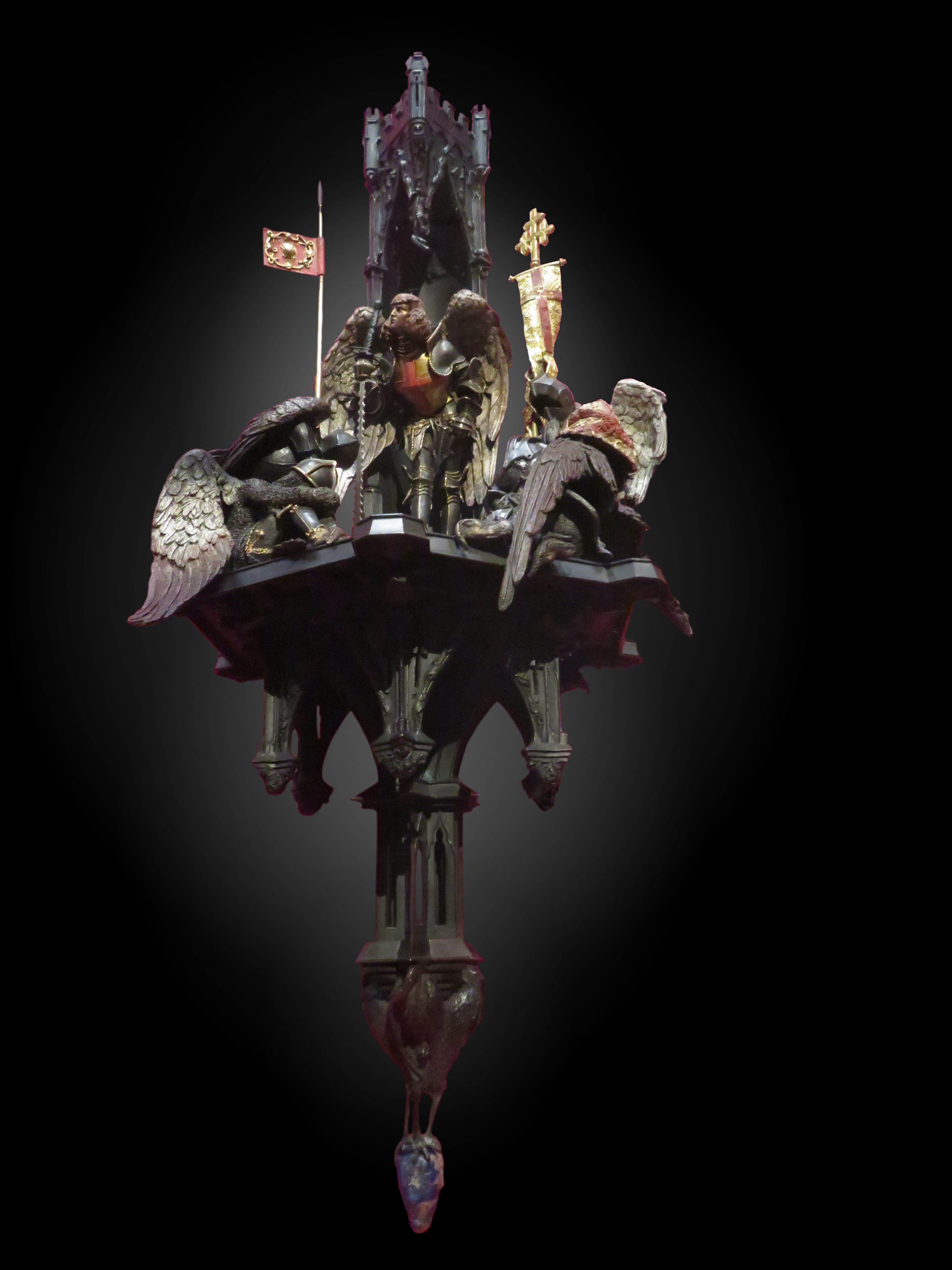
La Lampe de saint Michel